# Андріс Пієбалґс
Андріс Піебалґс (латис. Andris Piebalgs; нар. 17 вересня 1957, Валміера, Латвія) — латвійський політик і дипломат. Європейський комісар з енергетики (22 листопада 2004 — 9 лютого 2010) і розвитку (9 лютого 2010 — 1 листопада 2014). Міністр фінансів і освіти Латвії.

## Біографія
На початку своєї політичної кар'єри спеціалізувався на питаннях освіти і фінансів. В 1990-і роки в уряді Латвії почергово очолював обидва ці міністерства. Депутат 5-го Сейму.
З 1998 по 2003 представляв Латвію як посол в Європейському союзі, очолював переговори з комісією ЄС щодо вступу Латвії до Євросоюзу.
Після короткої перерви як держсекретар зі зв'язків з ЄС у МЗС Латвії 2004 повернувся до Брюсселя на посаду керівника бюро тимчасового латвійського комісара Сандри Калнієте.
У листопаді 2004 року обраний членом Європейської комісії (комісія Баррозу).
Андріс Піебалґс є співзасновником ліберально-консервативної партії «Латвійський шлях», яка багато років входила в уряд. На парламентських виборах 2006 партія повернулася в латвійський парламент в союзі з ЛПП. На виборах в Європарламент партія «Латвійський шлях» набрала 6,5 % голосів.
Окрім рідної латиської мови, добре говорить англійською, німецькою, французькою та російською мовами, а також володіє початковими знаннями естонської мови.

### Люстраційні дані
У часи окупації — член Комуністичної партії СССР з 1979.